# Ульотка
Ульо́тка (рос. Улётка) — село у складі Хілоцького району Забайкальського краю, Росія. Входить до складу Могзонського міського поселення.

## Населення
Населення — 2 особи (2010; 4 у 2002).
Національний склад (станом на 2002 рік):
- татари — 100 %